# بیمه سلامت

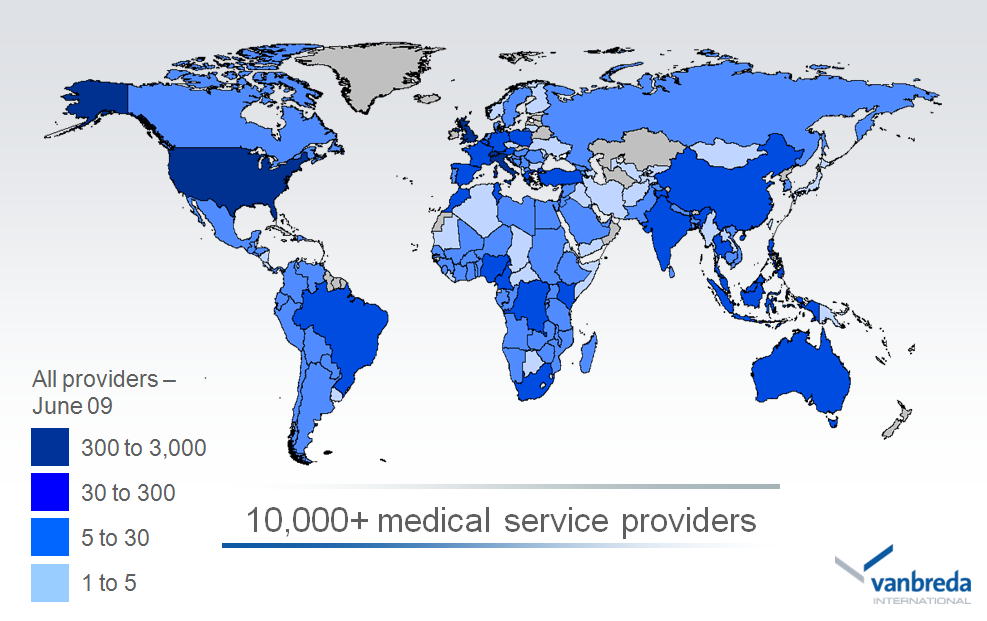
نمودار نشان دهنده ارائه بیمه در جهان

بیمه سلامت (به انگلیسی: Health insurance) بیمه درمان یا بیمه بهداشت و درمان، نوعی بیمه است، که پرداخت یا تحمیل هزینه‌های مختلف خدمات سلامت و پزشکی، اعم از ارتقاء سلامت، پیشگیری، درمان و توانبخشی افراد بیمه شده را می‌پذیرد.
به بیان دیگر، ترتیباتی که به موجب آن بیمه‌گر بر اساس بندهای بیمه‌نامه، مقادیر مشخصی پول را، در جهت جبران هزینه‌های بیمارستانی و جراحی ناشی از بیماری و حوادث، به بیمه‌شدگان پرداخت می‌کند، را بیمه سلامت یا بیمه درمانی می‌گویند.